# Gospostvo Ter Leede
Gospostvo Ter Leede (imenovano tudi Ledeško) se je nahajalo v današnjem Leerdamu v zgodnjem srednjem veku (1143–1305).

## Zgodovina
Območje Van der Lede se je nahajalo v trikotniku Leerbroek, Asperen in Heukelum, pri čemer sta bila osrednja točka Leerdam in Linge s stranskim krakom reke Lede. Gospodje Ledeški so si z leti pridobili pravice tudi do raznih zemljišč izven svojega okraja, na primer v Schoonhovenu, zemljišča v bližini posestva Lek v Krimpenerwaardu. Ta območja so bila pogosto pod fevdalnim upravljanjem kapitlja utrechtske stolnice.
Leta 1143 se Herbaren I. Ledeški prvič pojavi v gelderski kroniki kot gospod Ledeški ali Liethenski. S čim so se gospodje večinoma ukvarjali, ostaja predmet špekulacij, vendar je bilo nekaj konfliktov z gospodi Gelderskimi. Herbaren II. je leta 1234 izbral deset kilometrov oddaljeni Arkel in območje prepustil svojemu bratu Janezu I. Ledeškemu. Leta 1305 je rodbina Ledeških prenehala obstajati in Janez III. Arkelski je podedoval vso njihovo posest.

## Gospodje Ledeški
| Obdobje    | Ime                     | Komentarji                          |
| ---------- | ----------------------- | ----------------------------------- |
| 1140–1200  | Herbaren I. Ledeški     |                                     |
| 1200–1207  | Floris Herbaren Ledeški |                                     |
| 1207–1212  | Folpert Ledeški         | Regent                              |
| 1212–1234  | Herbaren II. Ledeški    | Leta 1234 je postal gospod Arkelski |
| 1243–1255  | Janez I. Ledeški        | Nasledstvo negotovo                 |
| okrog 1270 | Pilgrim Ledeški (?)     |                                     |
| 1284–1304  | Janez II. Ledeški       |                                     |

## Ostanki
Bivališča gospodov Ledeških so večinoma izginila. Vendar je še veliko sledi, ki kažejo na to. Na primer, ob vstopu v mesto Leerdam je mlin Ter Leede naveden kot možno prebivališče gospodov. Gospodje naj bi imeli nastanitev tudi v Heukelumu na lokaciji, kjer se nahaja današnji grad Merckenburg. Imeli so tudi grad v Asperenu na vzhodu. Na nasipu, ki vodi od Leerdama do Leerbroeka, je oster ovinek, kjer so našli temelje gradu, imenovanega tudi grad Ter Leedeški. Med letoma 1270 in 1574 je še vedno obstajal grad Leerdam, ki je stal znotraj obzidja mesta Leerdam (jugozahodno). Potem ko so ga leta 1574 med osemdesetletno vojno uničili Španci, so zgradili dvor Aerdenski. Zadnji gospodje so bili pogosto v Schoonhovnu.